# Tipula (Sinotipula) gracilirostris
Tipula (Sinotipula) gracilirostris is een tweevleugelige uit de familie langpootmuggen (Tipulidae). De soort komt voor in het Palearctisch gebied.